# Ghiyath-ad-Din Tughluq (II)
Ghiyath-ad-Din Tughluq (II) o Tughluq Xah II (mort el 1389) fou sultà de Delhi, fill del príncep Fath Khan i net del sultà Firuz Shah Tughluk (que fou sultà del 1351 fins al 1388).
A la mort de Firuz (1388) va deixar hereu al seu net Tughluq Khan passant per davant de diversos parents el que va provocar lluites successòries que van marcar l'inici de la decadència tughlúquida. El sultà era aficionat als plaers i no era un governant intel·ligent. Va fer empresonar al seu germà Salar Khan el que va provocar la revolta d'un nebot de nom Abu-Bakr, fill de Zafar Khan. El rebel va comptar amb el suport del wazir Rukn al-Din Čanda i va derrotar a Tughluq Shah II al que va matar en 1389 ocupant el seu lloc Abu-Bakr Xah Tughluq.